# サムシン・エルス (キャノンボール・アダレイのアルバム)
『サムシン・エルス』（Somethin' Else ）は、キャノンボール・アダレイが1958年に発表したアルバム。ハード・バップに見なされる。ブルーノート・レーベルからリリースされた。ジャズのスタンダード中のスタンダードとされる「枯葉 (Autumn Leaves)」 を、シャンソンの世界からジャズへ持ってきた一枚である。レコード番号BLP1595。

## 発売までの経由
名義はアダレイとなっているが、実質はフィーチュアされているマイルス・デイヴィスが統制を執っている。1952年当時、デイヴィスは麻薬中毒の為レコーディングがままならなかったが、ブルーノートのアルフレッド・ライオンは彼をサポートした。1952年より録音を重ねていったが、1955年にマイルスはコロムビア・レコードと契約をした。この為デイヴィス名義でのソロ作は出せなかったが、アダレイをリーダーに据えることにより、デイヴィス統治の下、レコーディングを進めていった。尚、アダレイとデイヴィスのコラボレーションはデイヴィスの1959年のアルバム『カインド・オブ・ブルー』まで続く。

## 曲目
| #         | タイトル                                | 作詞・作曲                                                   | 時間  |
| --------- | --------------------------------------- | ------------------------------------------------------------ | ----- |
| 1.        | 「枯葉」(Autumn Leaves)                 | ジョゼフ・コズマ, ジョニー・マーサー, ジャック・プレヴェール | 11:01 |
| 2.        | 「ラブ・フォー・セール」(Love for Sale) | コール・ポーター                                             | 7:06  |
| 合計時間: | 合計時間:                               | 合計時間:                                                    | 18:07 |

| #         | タイトル                                              | 作詞・作曲                               | 時間  |
| --------- | ----------------------------------------------------- | ---------------------------------------- | ----- |
| 1.        | 「サムシン・エルス」(Somethin' Else)                  | マイルス・デイヴィス                     | 8:15  |
| 2.        | 「ワン・フォー・ダディー・オー」(One for Daddy-O)     | ナット・アダレイ, サム・ジョーンズ       | 8:26  |
| 3.        | 「ダンシング・イン・ザ・ダーク」(Dancing in the Dark) | ハワード・ディーツ, アーサー・シュワルツ | 4:07  |
| 合計時間: | 合計時間:                                             | 合計時間:                                | 20:48 |

| #         | タイトル                                      | 作詞・作曲         | 時間 |
| --------- | --------------------------------------------- | ------------------ | ---- |
| 1.        | 「バングーン」(Bangoon a.k.a. Alison's Uncle) | ハンク・ジョーンズ | 5:05 |
| 合計時間: | 合計時間:                                     | 合計時間:          | 5:05 |

## パーソネル

### 演奏メンバー
- キャノンボール・アダレイ - アルト・サックス、リーダー
- マイルス・デイヴィス - トランペット
- ハンク・ジョーンズ - ピアノ
- サム・ジョーンズ - ベース
- アート・ブレイキー - ドラム

### プロダクション
- アルフレッド・ライオン - プロデューサー
- ルディ・ヴァン・ゲルダー - レコーディング・エンジニア